# Anthemous

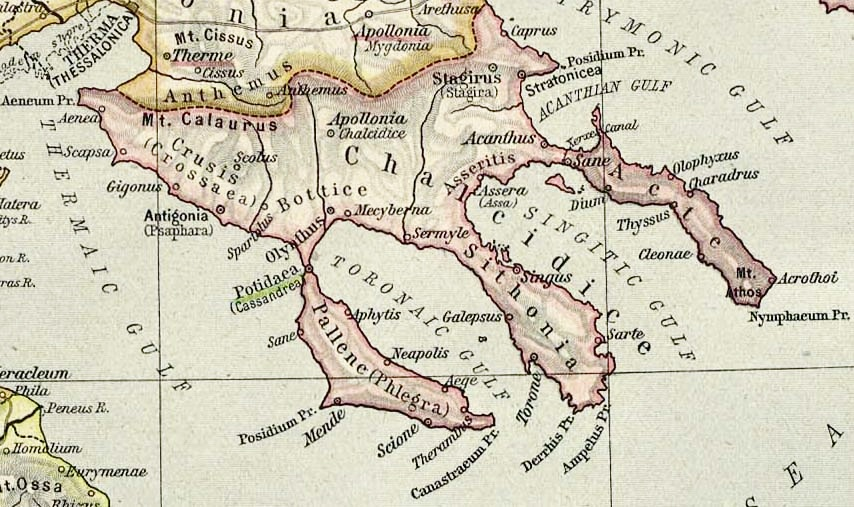
Anthemous nel nord-ovest della Calcidica

L'Anthemous o Antemunte (greco: Ἀνθεμοῦς) era un'antica regione della Macedonia posta a sud-ovest della Migdonia, nel nord-ovest della penisola Calcidica.
La città principale della regione era Anthemous (o Antemunte), il cui sito esatto non è noto. Alcune iscrizione risalenti al III secolo a.C. e scoperte nel 1949 a Galatista consentono di ipotizzare che l'antica città potesse trovarsi in questa zona.
Nel VI secolo a.C. il territorio era controllato dal Regno di Macedonia. Nel 505 a.C. il re macedone Aminta I, offrì ad Ippia, che era stato esiliato da Atene, il governo di Anthemunte, ma questi lo rifiutò.
Attualmente la regione fa parte della prefettura greca di Calcidica.